# قرار مجلس الأمن التابع للأمم المتحدة رقم 481
قرار مجلس الأمن التابع للأمم المتحدة رقم 481، الذي اعتمد في 26 نوفمبر 1980، نظر في تقرير الأمين العام بشأن قوة الأمم المتحدة لمراقبة فض الاشتباك. وأحاط المجلس علما بجهودها الرامية إلى إحلال سلام دائم وعادل في الشرق الأوسط، ولكنه أعرب أيضًا عن قلقه إزاء حالة التوتر السائدة في المنطقة.
وقرر القرار دعوة الأطراق المعنية إلى التنفيذ الفوري للقرار 338 (1973)، وجدد ولاية قوة المراقبين لمدة 6 أشهر أخرى حتى 31 مايو 1981 ، وطلب إلى الأمين العام أن يقدم تقريرًا عن الحالة في نهاية تلك الفترة.
واعتمد القرار بأغلبية 14 صوتًا مقابل لا شيء؛ الصين لم تشارك في التصويت.